# ياكوفليف ياك-4
ياكوفليف ياك-4 (بالإنجليزية: Yakovlev Yak-4)‏ هي قاذفة قنابل من صناعة ياكوفليف. كانت تستخدم بشكل أساسي من قبل القوات الجوية السوفيتية. كان أول طيران لها في 20 فبراير 1940. دخلت الخدمة في 1941، انتهت خدمتها في 1945. صنع منها 90 طائرة.